# Шешонк I
Шешонк I — давньоєгипетський фараон, засновник XXII (Лівійської) династії. З цією постаттю асоціюють біблійну згадку про царя Шішака, а також міфічного царя Сезостріса.
Був нащадком предводителів лівійських найманців, що оселились у Нижньому та Середньому Єгипті (з центром у Великому Гераклеополі), які цілковито асимілювались та увійшли до складу єгипетської знаті.

## Походження та прихід до влади
Правителі лівійців давно зазіхали на єгипетські багатства, але всі їхні спроби силою заволодіти Єгиптом завершувались провалом. Тоді вони перейшли до іншої тактики й почали завойовувати Єгипет, особливо Дельту, мирним шляхом. Допомогли їм у цьому самі фараони, які охоче приймали до себе на службу керівників лівійських дружин, надавали їм землі й оточували себе найманою гвардією з лівійців-максіїв (мешаваші). Таким шляхом у північній частині Нільської долини утворилась низка лівійських поселень, керівники яких, швидко сприйнявши єгипетську цивілізацію, відчули себе єгипетськими вельможами і дійсно стали такими. Серед них особливо виділявся рід, що оселився біля Гераклеополя, родоначальником якого був лівієць Буювава. Його син Мавасен був уже жерцем місцевого бога Херішефа та князем. Праонук Мавасена й дід Шешонка I Шешонк уже був одружений з родичкою фараона царівною Мехтенвешкет. Та родина домоглась того, що посада жерця у гераклеопольському храмі стала спадковою в їхній родині, так само, як і становище найближчих сановників фараона. Відомо, що дядько Шешонка I Осоркон Старший уже займав єгипетський трон, будучи законним фараоном XXI династії. Батько Шешонка I Німлот, одружений з царівною-жрицею Танетсепах, був важливим сановником, який об'єднував жрецькі (у Фівах) та військові повноваження.
Генеалогія роду Шешонка I нині відома завдяки стелі Пасенгора, жерця та далекого нащадка династії, встановленої у Серапеумі в Саккарі за часів правління Шешонка V. Цей документ відомий як стела Пасенгора чи генеалогія Пасенгора і містить список предків жерця.
Син Німлота й царівни Танетсепах Шешонк I був головнокомандувачем єгипетської армії та візиром (чаті) при останньому фараоні XXI династії Псусеннесі II. Від батька він також успадкував титул вождя найбільшого лівійського племені мешаваші. Князь Шешонк займав при Псусеннесі II настільки високе становище у державі, що сам фараон займався приватними справами свого підлеглого, ніби то були державні справи. Невідомо, чи проводив Шешонк державний переворот, чи прийшов до влади мирним шляхом, оскільки джерела зберігають про той факт цілковите мовчання. Оскільки Шешонк обрав своєю столицею Пер-Бастет (Бубастіс) у Східній Дельті, династію називають також династією Бубастидів. Лівійське походження та варварські імена царів надають підстави також іменувати династію лівійською.

## Зміцнення влади

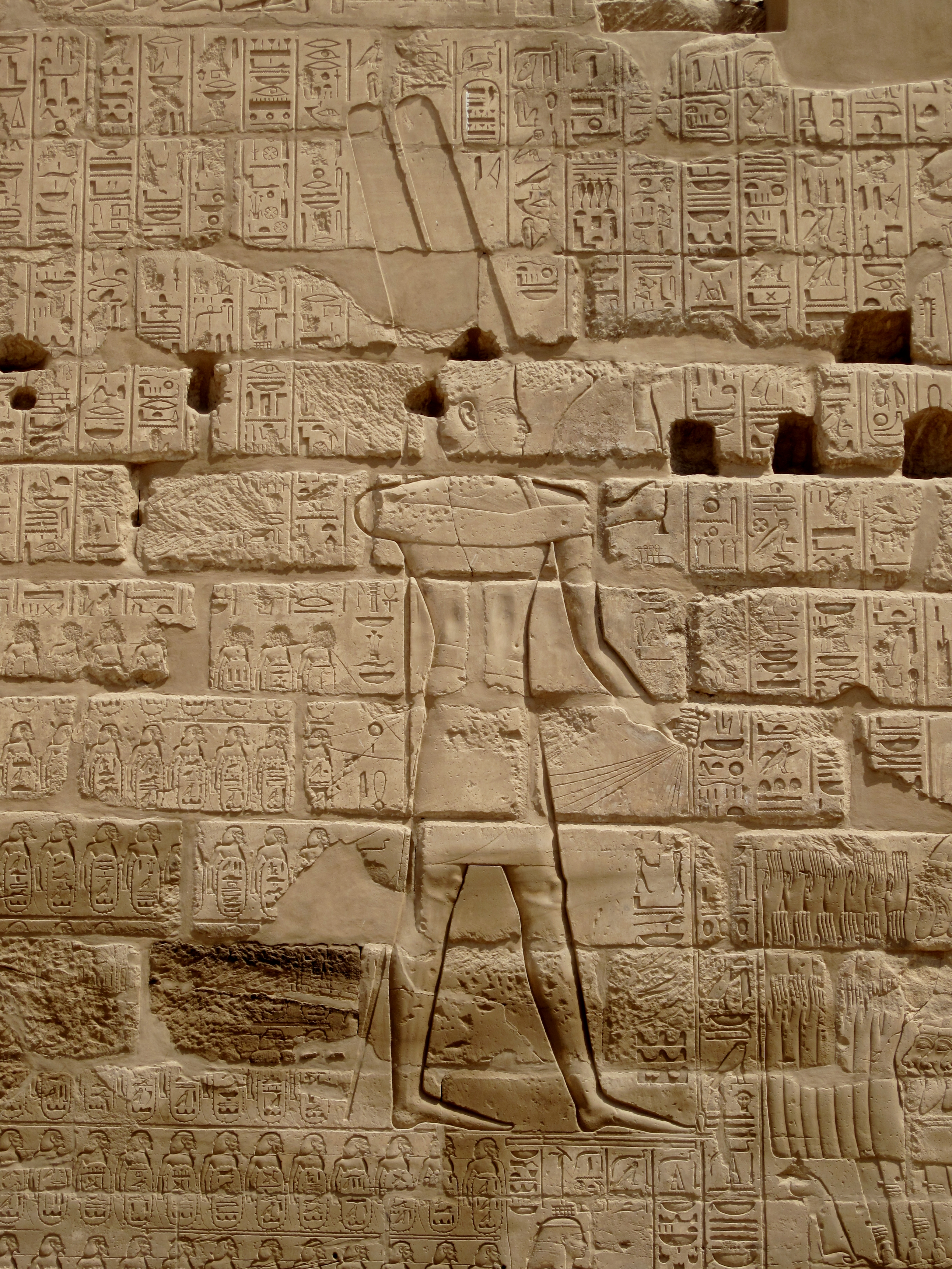
Шешонк I — завойовник. Стіна храму в Карнаці

Вступивши на трон, Шешонк негайно надав спадкуванню престолу своєю лінією законних підстав, яких сам він не мав. Для цього він одружив свого сина Осоркона з єгипетською царівною, дочкою Псусеннеса II Мааткарою, набувши таким чином доля нього право на престол через дружину, а також безперечне законне право на трон для свого онука. На початку царювання Шешонк поставив в Абідосі поминальний камінь на честь Немарата.
Первинно влада Шешонка поширювалась лише на Нижній і Середній Єгипет. У Верхньому Єгипті він на той час згадувався як «князь мешаваші» чи «номарх Ма», але невдовзі він підкорив собі й увесь Південний Єгипет. Не пізніше 5-го року свого правління Шешонк, прибувши до Фів, які не чинили йому опору, зробив свого молодшого сина, Іуапета, верховним жерцем у храмі Амона-Ра. Утім Фіви продовжували залишатись окремим князівством, готовим чинити серйозний опір фараону. Принаймні, саме місто не сплачувало податки на користь царя, його не відвідували фінансові чиновники фараона. У Гераклеополі правив інший син Шешонка — Немарат.
Потім Шешонк призначив лівійського намісника Ухесета до Великої оази (Дахла), де той врегулював земельні та водні суперечки (напис на Великій стелі з Дахли). Один з підпорядкованих Шешонку лівійських вождів керував західною Дельтою та стежив за караванним сполученням з оазами. Зміцнивши, таким чином, лівійське володарювання в країні, Шешонк відновив активну зовнішньополітичну діяльність Єгипту.

## Завойовницькі походи

### Шлюбний союз із царем Соломоном
Новий фараон був людиною розумною та розважливою. Він стежив за палестинськими справами, став родичем ізраїльського царя Соломона та навіть подарував йому знову завойований єгипетськими військами Гезер. Те місто належало тоді одному з місцевих князьків і було однією з найкращих фортець свого часу. Однак фараону вдалось завоювати Гезер, що перебував у сфері впливу філістимлян. Місто було спалено — подія, підтверджена археологами. Потім фараон передав Гезер своїй дочці як придане у шлюбі з Соломоном.
Причину, що спонукала фараона до такого подарунку, встановити нині неможливо. Можливо, похід на філістимлян поглинув усі єгипетські ресурси, а можливо, виникла необхідність поспіхом повертатись до Єгипту. Можливо ж, фараон просто хотів схилити Соломона до мирної співпраці. Союз було скріплено шлюбом дочки фараона з ізраїльським царем. Слід відзначити, що до того моменту, ніколи дочки фараонів не віддавались у дружини іноземним царям. Єгипетська царівна зайняла виняткове положення при ізраїльському дворі; їй, одній з усіх дружин, наскільки відомо, Соломон збудував особливий палац.
Щоправда, деякі історики ототожнюють того, неназваного в Біблії на ім'я, фараона з Сіамоном, але видається малоймовірним, що захоплення, а потім поступку Гезером зміг здійснити один з найбільш слабких фараонів XXI династії.

### Таємна боротьба проти Ізраїльсько-юдейського царства

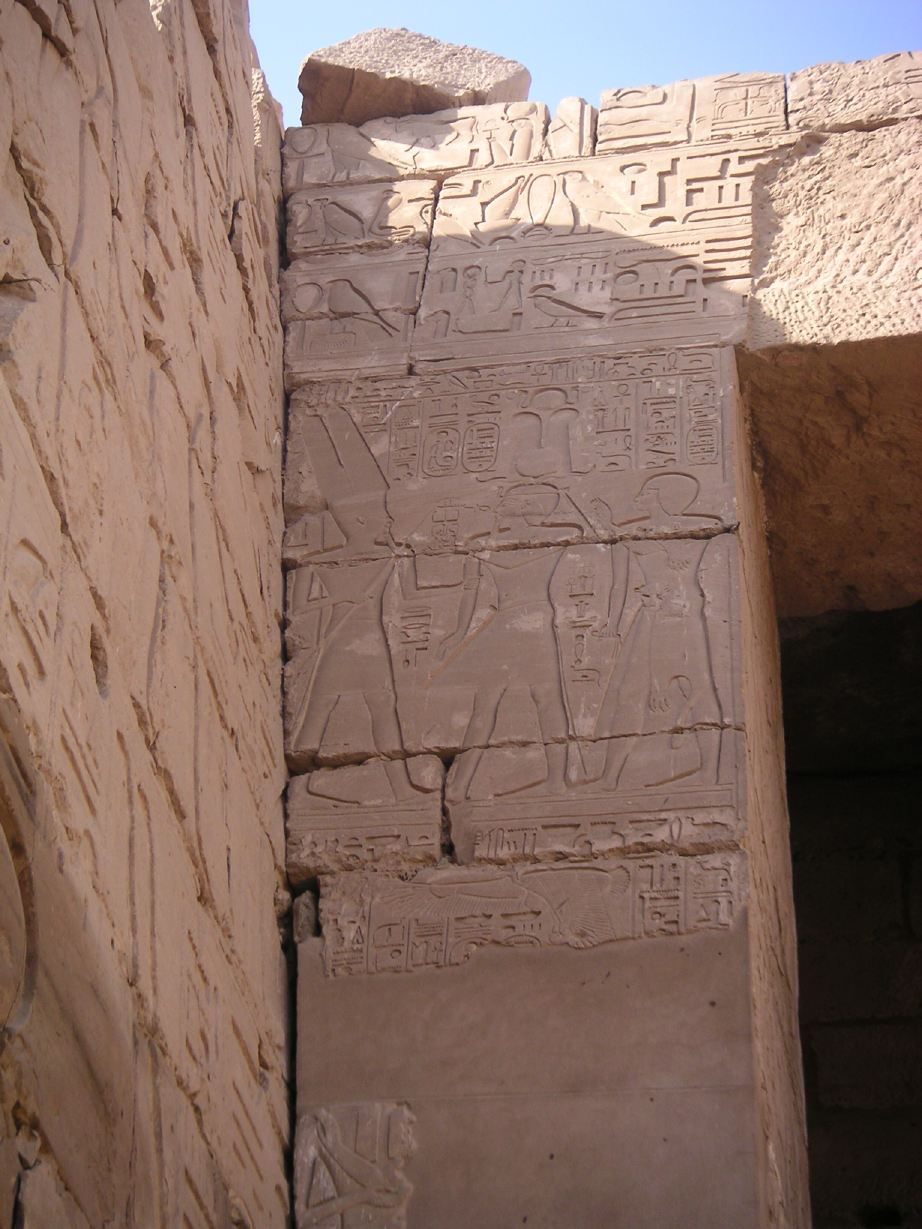
Рельєф у Карнаці, що зображує Шешонка I та його сина Іуапета

Однак, шукаючи дружби з Соломоном, Шешонк розумів, що за наявності сильного Ізраїльсько-юдейського царства повернути Єгипту втрачений контроль над Палестиною буде неможливо. Тому, ззовні маючи дружбу з Соломоном, фараон потай готував падіння Юдеї. В Єгипті знайшов притулок відомий утікач з Ізраїлю Єровоам.
Шешонк приймав у себе й іншого ворога Соломона, нащадка вигнаного Давидом царського роду Едома Адера, який свого часу, ще дитиною, втік до Єгипту. Адер мав у фараона велику милість, тож він віддав йому за дружину сестру своєї дружини, цариці Тахпенеси, а потім відпустив його шкодити Соломону.
Так, явно за єгипетської підтримки, Адер підбурив повстання в Едомі. Біблія не повідомляє про результат того повстання, але Йосип Флавій зазначав, що спроба Адера повалити Соломона не вдалась через наявність в Едомі царських гарнізонів, Адер був змушений знову тікати, цього разу — до Сирії, де він зустрівся з Разоном. Останній також виступив проти Соломона, але набагато більш вдало: він захопив Дамаск та заснував там своє царство.

### Вторгнення до Палестини
Після смерті Соломона Шешонк, імовірно, мав якісь суперечності з сином з його сином, царем Юдейського царства Ровоамом (останній, можливо, відмовився сплачувати данину), та підтримав повстання Єровоама, в результаті якого від Ровоама відокремились десять північних ізраїльських племен. За якийсь час Шешонк наважився скористатись нестабільною обстановкою, що склалась, щоб нагадати Сирії про єгипетське володарювання, а також, щоб поповнити свою казну скарбами, накопиченими Соломоном. Єгипетські війська не бували в Азії вже понад двісті сімдесят років. Відповідно до Біблії та Йосипа Флавія, на 5-му році правління Ровоама (бл. 925 до н. е.) Шешонк здійснив вторгнення до Юдеї.

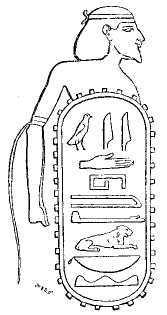
Оформлення написання одного з захоплених Шешонком міст з його зображення у Карнаці

Той, згадуваний Біблією та єврейським істориком, похід Шешонка підтверджується в колосальному зображенні на зовнішній стороні південної стіни Карнакського храму. Амон вручає Шешонку меч та зв'язку з п'яти родів імен, підкорених останнім територій в Азії. Зверху те ж робить богиня Фів; сам Шешонк перемагає азійців, що стоять на колінах. Кожне з імен оточено овалом, що розміщені під бюстами полонених семітичного типу. Таких овалів було понад 150; з них збереглись цілими близько половини, але ототожнити з відомими нині з географії Палестини можна не більше 20. Передусім кидається в очі, що Шешонк, у гонитві за довжиною списку, включив до нього всі незначні місцевості й урочища, що більше ніде не зустрічаються; у тих же видах він з подвійних найменувань (наприклад, Хакель-Абрам — «Поле Авраама») робив два різних імені тощо. Список починався з півночі та завершувався філістимськими містами Екроном і Рафією. Назва Єрусалима не збереглась, але є імена Йордану, Лівану та дивне Юдхамелек — можливо, «рука царя».
З того, що можна прочитати, можна дійти висновку, що він захопив і розграбував міста Юдеї Іразу, Бетгорон, Аялон, Гаваон, Сокох, Бет-Анот, Шарухен й Арад. Не пошкодував він і володінь колишнього свого союзника Єровоама, зайшовши далі за Кісонську долину. Були розграбовані Рехеб, Хафараїм, Мегіддо, Таанах, Шунем, Бейт-Шеан, Раббат-Аммон, Адама у Йорданській долині. Шешонк навіть просунувся до Зайордання, де захопив місто Маханаїм. Чому Шешонк не помилував Єровоама, невідомо. Можливо, той не виконав своїх зобов'язань, почав вести себе самостійно та не сплачував данину. Археологи нині знайшли сліди пожеж і руйнувань юдейських міст, що належать до часів Ровоама й Шешонка. Це всебічно історично підтверджувало біблійське повідомлення про похід фараона Шешонка до Юдеї. Основа статуї Шешонка була знайдена у Біблі, що підтверджує торгові зв'язки Єгипту часів Шешонка з тим містом. У Мегіддо виявлена частина монументальної стели з картушем Шешонка, яка, імовірно, була там поставлена на честь його перемоги.
На одному з подвір'їв Карнака лежить також кілька величезних кам'яних плит — шматків великого напису Шешонка I на честь Амона, частково накресленої на зворотному боці анналів Тутмоса III. На жаль, з тих уривків не вдалось скласти зв'язний текст. Можна лише вловити загальний зміст. То — молитва у теплому, благочестивому тоні тих пізніх часів та посилання на заслуги перед Амоном. Молитви до бога становлять значний інтерес для тих, хто вивчає єгипетську релігію; іноді вони нагадують псалми. Цар, між іншим, згадує про свої дари з палестинської здобичі та про твори Нубії. Можливо, Шешонк здійснив також похід і на південь.

## Будівництво

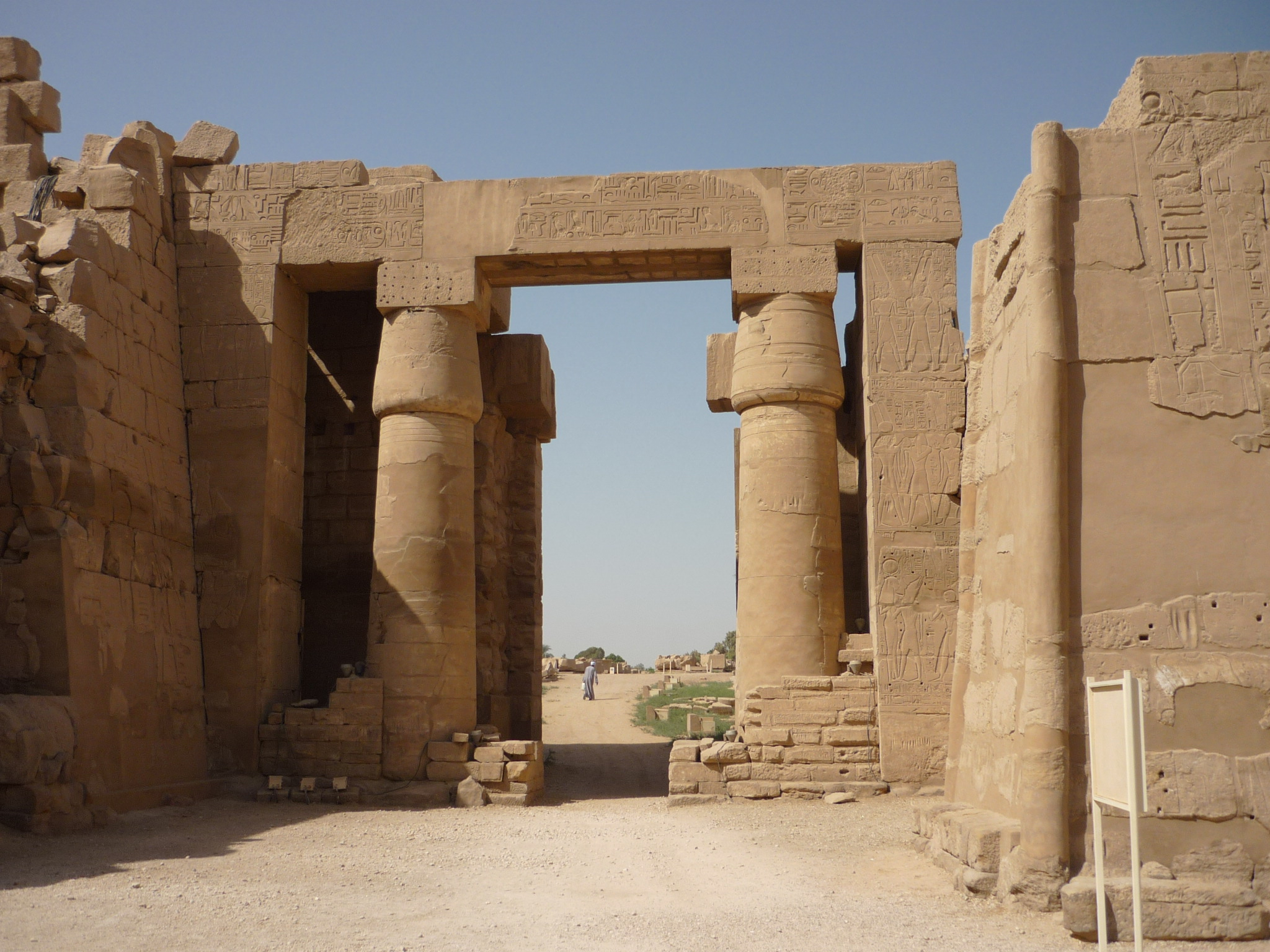
Південна брама Великого двору Карнакського храму Амона-Ра в Єгтпті (т. зв. Бубастіський портал Шешонка I у Карнаці)

Заволодівши після походу значними скарбами, Шешонк розпочав бурхливу будівельну діяльність, якої країна не бачила вже 200 років яка мала прославити його ім'я у вічності. Він розкішно прикрасив храмами свою резиденцію, Бубастіс, та значно розширив Карнакський храм у Фівах, в якому збудував пілон. То й був — і дотепер залишається найвеличнішим з храмових дворів, що існують, він має завширшки понад 96 метрів, у глибину — 82 метри й оточений найвищим у Єгипті пілоном завтовшки 11 метрів, заввишки 46 та з верхньою поверхнею — 33 м². Шешонк мав святкувати там свій тридцятирічний ювілей. Його син Іуапет — верховний жрець Амона — відрядив до Сильсіли експедицію за каменем для величезного двору й пілону, яким мали доповнити Карнакський храм із заходу (напис від II місяця сезону Шему 21 року правління Шешонка I).

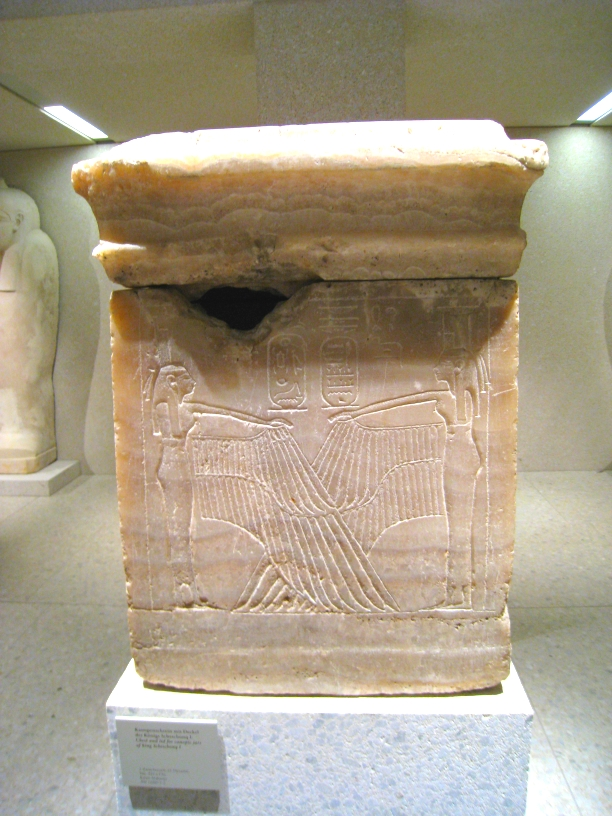
Алебастрова канопа для зберігання легень Шешонка I. Єгипетський музей Берліна

1907 року у Гераклеополі було знайдено великий кам'яний жертовник часів Шешонка I із довгим написом, що розповідає про відновлення щоденних жертвопринесень у місцевому храмі. Фараон видав указ, що обкладав населення області Гераклеополя спеціальним податком на користь храму. Всі зобов'язувались поставляти на рік певну частину 365 биків, починаючи з самого правителя, який мав жертвувати 60 биків, його дружини 3 биків, вищі духовні та військові сановники по 10 биків та закінчуючи чиновниками другого рангу, міськими громадами області й робітниками.
Імовірно, в інших місцях Єгипту вживались подібні заходи й започатковувались «вакуфи» для підтримання краси культу, яка вже не могла залежати виключно від щедрот двору, що збіднів. Напис становить значний інтерес і для ознайомлення зі складом і професіями населення єгипетських номів того часу.
Правив Шешонк 21 рік. Після походу до Палестини фараон правив ще якийсь час, встигнувши завершити будівлі, що прославляли ту перемогу, й помер, імовірно, 922 року до н. е. Його поховання дотепер не знайдено. Єдиним поховальним предметом, пов'язаним із Шешонком, можна назвати тільки канопу для зберігання його легень, що має невідоме походження й була подарована Єгипетському музею в Берліні (AMB 11000) 1891 року. Імовірно, могила Шешонка була розграбована ще у давнину.

## Родина
- Карама (I), Пентресхнес Карома і Пентрехсмес,
  - Осоркон I,
  - Німлот,
  - Іуапет,
  - Ташепенбастет, одружена з Джедтхотіуфанхом, третім жерцем Амона у Карнакському храмі.